# Uggerslev Mølle
Uggerslev Mølle er en vindmølle af typen "hollandsk kornmølle med jordomgang", opført i 1900, og beliggende ved landsbyen Uggerslev ved Otterup på Nordfyn. Den malede korn indtil 1967, hvor den blev taget ud af drift. Møllen er i privat eje, og familien har drevet møller her siden 1880.
Den nuværende mølle blev bygget på fundamentet efter en mølle som brændte under et tordenvejr i 1899, og er dermed en af Danmarks yngste møller. Møllen er omringet af jord, undermøllen er bygget af mursten mens overmøllen er ottekantet og bygget i træ med brædder på klink nederst og spåndækning øverst. Møllen har en løgformet hat, som er beklædt med pap. Møllen krøjer med vindrose og vingerne har manuelt betjente klapper, der svikkes fra jordomgangen.
Møllen der står der i dag giver et godt indtryk af hvorledes en mølle blev drevet omkring år 1900. Både møllerens bolig og staldbygningen er bevaret. Derimod er savværket, som var årsagen til at møllen blev i drift frem til 1967, nu revet ned. 
Uggerslev Mølle blev restaureret udvendig i 1999-2002, men der mangler en del af maskineriet for at den igen skal kunne male mel. 
55°31′43″N 10°18′50″Ø / 55.5286°N 10.314°Ø